# Я їй подобаюся
« Я їй подобаюся» — радянський художній фільм 1985 року, знятий режисером Анваром Тураєвим на кіностудії «Таджикфільм».

## Сюжет
Молодий лікар Рустам працює на «Швидкій допомозі». Він, закоханий у Наргіс, яка колись проходила у нього практику, дізнається, що вона виходить заміж за його друга Сафара. Незважаючи на те, що Сафару подобається інша дівчина, його батьки кваплять весілля. Переконавшись у тому, що Наргіс, як і раніше, любить його, Рустам приходить до РАГСу з наміром перешкодити її безглуздому шлюбу з Сафаром.

## У ролях
- Назірмад Мусоев — головна роль
- Фаріда Мумінова — головна роль
- Бахром Акрамов — головна роль
- Гаміда Омарова — Теллі
- Бурхон Раджабов — роль другого плану
- Гульсара Абдуллаєва — роль другого плану
- Пулат Саїдкасимов — батько Сафара
- Ірина Мельник — роль другого плану
- Валерій Геращенко — роль другого плану
- Олександр Пархоменко — роль другого плану
- Людмила Менчинська — роль другого плану
- Дільбар Умарова — роль другого плану

## Знімальна група
- Режисер — Анвар Тураєв
- Сценаристи — Віктор Багдасаров, Рустам Ібрагімбеков
- Оператор — Олександр Шабатаєв
- Композитор — Геннадій Александров
- Художник — Сергій Романкулов